# 一の瀬焼
一の瀬焼 (いちのせやき) は福岡県うきは市浮羽町朝田一の瀬地区を中心に焼かれる陶磁器を指す。朝田焼（あさだやき）とも呼ばれる。民窯。1600年頃(諸説あり)から始まる歴史は大きく5期に分かれており、数度の開閉を経ている。現在6ヵ所の窯元が存在しており、これらは1950年頃有志によって立ち上げられた「一の瀬陶器株式会社」が独立・分家したものである。「一の瀬陶器株式会社」の立ち上げの際には、黒牟田焼・有田焼（伊万里焼）・小石原焼・小鹿田焼などの陶工が招かれており、それら窯元との関わりも深い。また、伝説の「祥瑞」との関わりも示唆されている。
各窯元は、伝統的な作風は残しながら、差別化を意識し、釉薬・製法など多様な作品を取り扱っている。

## 歴史
一の瀬焼の歴史は大きく5期に分かれている。

### 創始期
開窯は江戸時代初期まで遡る説もあるが、詳細は不明。一説では、秀吉の朝鮮征伐に従軍した問注所氏が朝鮮から連れ帰った陶工によって開窯（文禄4年、1595年頃）、また、伊藤五郎大夫祥瑞（しょんずい）が中国の明に渡って磁器製法を学んで帰国し、久留米市朝妻（元和２年、1616年頃）及び朝田村一の瀬（元和6年、1620年）に開窯し、製造を始めたという伝説もある。しかし、いずれも詳細は不明である。

### 太田窯時代（1804年～1836年頃）
文化年間（1804年頃）に千足の太田勝次郎が中心となって大規模生産を開始し、最盛期を迎えた。最初は陶器を中心に焼成したが、のちに磁器が増える。作品には、茶碗、皿、徳利、等の食器、雲助、甕、壺などの日用品が多く、それにはふる里の素朴な味が漂っている。陶土は一の瀬周辺から採取し、磁土は熊本の天草から取り寄せ、燃料は久保田山の松材を使用した。この期の誠意品は町内にかなり残っており、窯跡からも破片も多く出土する。天保6年（1836年頃）、経営不振となり、解散。

### 樋口窯時代（1830年頃）
天保元年（1830年頃）、樋口勘次長作が開窯。陶磁両種に特色のある作風で、徳利、火鉢、水入皿、奈良茶碗等を造ったが長続きしなかった。染付に「朝田一の瀬樋口勘次」の銘が見られる。

### 足立窯時代（1865年～1869年頃）
安政年間（1854年頃）、時の朝田村の庄屋足立寿平が旧窯を買い取り小石原・星野・唐津などの工人を雇い入れ、旧窯を利用して陶器の焼成を始める。表面採集された陶片資料には、褐釉の甕、雲助、徳利、染付の大小の皿、瓶などがある。明治初年に閉窯。

### 昭和再興時代（1959年～）
昭和34年（1959年）、秦俊蔵らの尽力によって一の瀬陶器株式会社を創立し、旧窯跡に築窯し、上野窯、小石原窯、有田窯、黒牟田窯等より陶工を招き陶器を造り始めた。再来伝統を守りつつ近代感覚を加味した作品は益々充実、現在分家独立して６窯となり盛況を呈している。

## 現在の窯元
一の瀬焼の窯元は現在６窯存在している。

### 丸田窯
丸田窯作品の特長は、素朴で親しみやすい形状と『塩釉』を使った独特の釉調です。『塩釉』とは、釉薬の代わりに塩を使う技法です。丸田窯では、約50年間、この技法に研さんを重ね、新たな創作活動にも取り組んでまいりました。
『塩釉』は、素焼きの作品を窯に積み、焼成中に窯の外部より数回にわたり塩を投入して作られます。高温となった窯の内部で塩分が化学反応してケイ酸となり、これが焼成中の作品の表面に施され一種のガラス状の釉となり、特有の美しい艶が生まれます。また、素地に鉄やマンガン等を施し、様々な色出しを行うこともできます。
また近年では、独自に考案した焼きしめシリーズなどに取り組み、伝統の技法を守りながら消費者のアイデアを取り入れた新しいデザインに挑戦しています。

### 陶秀苑
陶秀苑では素朴な風情の中に現代的なセンスを秘めた、優雅で精緻な作風で人気です。大量に焼ける「登り窯」ではなく、その都度適量を作ることができる「単窯」にこだわり、鉄分の少ない土を使って焼しめています。鉄分が少ない土を使うことで、備前焼とは違うおもろしみがある作品に仕上がります。釉薬は自然釉（灰釉、鉄釉、銅釉など）自家調合し窯は薪窯で一度素焼をし、 その上に釉薬をかけ本焼する二度窯です。
独創的な作品の数々、皆様方の手元に置かれ 末永く御愛用いただければ幸せかと存じます。

### 田中窯
伝統と現代感覚の調和をテーマに、人の心に深く響く民陶づくりを追求。
田中窯の作品は、使う人の手に馴染むように、自分自身で使いながら、時には飲んでみたり、食べてみたりしながらサイズを決めています。
釉薬は自然釉（木灰、ワラ灰、長石、銅、酸化鉄）を自家調合しており、自然な色合いを特徴としています。
薪窯で素焼きを800℃、その後、釉薬をかけ、本焼きを1250℃で2度焼きをして仕上げています。

### 永松窯
鮮やかな青の下に薄っすらと赤が映える、そんな作品が永松窯のスタンダード。銅を80℃で熱し、長石や灰、藁を独自の割合で混ぜ合わせたものを釉薬として用います。800℃での素焼きののち、釉薬をかけ1275℃で焼き上げます。本焼きの際、あるタイミングで煙突を塞ぎ空気を遮断します。すると還元煙成により、銅の一部が赤く窯変（ようへん）し、独特な色合いが生まれるのです。
他にも、灰釉、鉄釉、銅釉、辰砂釉、ソバ釉、コバルト釉など多彩な釉薬を用いた作品がございます。どれも精巧で、優雅さを感じられるものとなっております。
最近では特にマット感のある品も手掛けています。長石を多めにした釉薬を用いることで、質感を調整しています。

### 明窯
物作りとしての原点にかえり、おおらかで心豊かな作品をめざしている。また、灰釉や塩釉によるこの風土に根を下ろした焼物をめざしている。美術陶芸にも意欲的な作風である。

### 雲水窯
伝統の作風を生かしつつ、見て、使ってそして喜ばれ、心が癒される作品づくりを目指している窯元である。

## 北部九州諸窯と一の瀬焼
・興りの共通性
北部九州諸窯（黒牟田焼/上野焼/伊万里焼/高取焼/小石原焼/小鹿田焼/朝妻焼）の興りは、多くが朝鮮陶工によるものであり、（一の瀬焼については興りが定かではないにせよ）共通していると言える。
・昭和再興以降の関わり
現在の一の瀬焼６窯については、黒牟田焼/有田焼（伊万里焼）/小石原焼/小鹿田焼などより陶工を招き開始しており、それら窯元とは特に深く関係していると言える。